# Chapelle de Prigny
La chapelle Saint Jean-Baptiste de Prigny est une chapelle construite majoritairement au XIe siècle. Elle est située dans le village de Prigny, commune des Moutiers-en-Retz dans le Pays de Retz. Elle fut la première église paroissiale de la commune des Moutiers-en-Retz. C'est le sanctuaire le plus méridional où l'on honore le saint breton Guénolé.

## Histoire
La chapelle est perchée sur un ancien oppidum qui permettait de surveiller la baie de Bourgneuf, aujourd'hui devenue le Marais breton. Celle-ci était au Moyen Âge un havre important pour le commerce: marchands et marchandises affluaient dans ses ports.
Prigny est au début du Moyen Âge une ville fortifiée protégée par un château. L’édifice était sa chapelle castrale.
Au XIe siècle, les droits de la chapelle castrale Saint-Jean-Baptiste, actuelle chapelle de Prigny, sont transférés à l’abbaye Saint-Jouin de Marnes, qui fonde le prieuré Saint-Nicolas hors les murs de la ville. La chapelle, desservie par les moines, devient l’église paroissiale de Prigny. La ville de Prigny va décliner lentement, son port s’envasant inexorablement, pendant que le bourg des Moutiers, ancien faubourg, va se développer.
Au XVIIe siècle, l’église se voit dotée de trois beaux retables et d’une sacristie.
En 1730, le prieuré Saint Nicolas de Prigny et son sanctuaire sont détruits. Le culte est transféré à l’église Saint-Jean-Baptiste qui est agrandie et dotée d’un cimetière.
En 1838, le siège de la paroisse ayant été transféré à l’église Saint-Pierre au centre du bourg des Moutiers-en-Retz, les édiles prévoient de détruire et de vendre la chapelle inutilisée. Le curé, soutenu par son évêque, fait valoir un décret impérial de 1806 donnant les églises supprimées par l’organisation ecclésiastique aux fabriques dont elles dépendaient. Il proteste auprès de la mairie et du sous-préfet, arguant que l’édifice sert toujours au culte, la procession des Rogations y faisant station. L’édifice est sauvé de la destruction. La chapelle est restaurée en 1876 grâce à un don important de l’abbé Baconnais, originaire de la paroisse.
Le terrain d'assiette est un site classé depuis le 6 septembre 1933. Les deux travées du chœur contenant les retables sont classées au titre monuments historiques par arrêté du 22 octobre 1913. L'ensemble de la chapelle, hors les parties déjà classées, et son placître sont inscrites par arrêté du 10 novembre 2016.

## L’enclos
Le placître (terrain délimité par la clôture entourant la chapelle), servait de lieu d'assemblées religieuses et de cimetière. Il fallait enjamber une dalle de pierre placée à l'entrée qui empêchait le petit cheptel (cochons et volaille) de s'introduire parmi les tombes et d’y rechercher de la nourriture. La chapelle et son placître ont été classés en septembre 1933.

## Architecture
Fait insolite, la chapelle n’est pas orientée (est-ouest), comme c'est généralement le cas. Elle est construite selon un axe nord/sud. La raison de cette absence d'orientation n'est pas connue, mais des hypothèses ont été émises, notamment en ce qui concerne la présence du château proche, que la chapelle aurait pu gêner.
C’est un édifice à nef unique couvert d’une voûte de charpente, formant un quadrilatère de 17,60 m par 6,90 m à l’intérieur. Un des entraits porte la date 1641. Les murs sont blanchis à la chaux.
La chapelle est de style roman et date majoritairement du XIe siècle, comme le montrent ses petites ouvertures de plein cintre et les contreforts amortis en glacis avec rehaut à mi-hauteur soutenant le mur ouest.
Le clocher a été élevé après le reste de l'église. Il daterait du XIVe siècle. C'est une tour carrée de 7 m de côté et d'une hauteur de 10 m. Il aurait servi de tour de guet pour les templiers, fait rare, dans le clocher, une cheminée dont les vestiges subsistent et laisse à penser que la tour servait aussi de foyer. Il est couvert d’une toiture à quatre rampants surmontée d’une chambre des cloches coiffée d’une flèche. Une cloche peut encore être manipulée par les visiteurs.

La façade sud est un agrandissement du début du XVIIIe siècle. Elle est percée d’une porte en anse de panier surmontée d’une grande fenêtre et d’un oculus au sommet du pignon. Des armoiries ornent la façade au-dessus de la porte. Le blason est placé sur un voile et couronné ; il a été martelé à la Révolution, ce qui rend son identification difficile. Il est possible que ce soient les armes d’un abbé commendataire, ou celles du sire de Rais. 

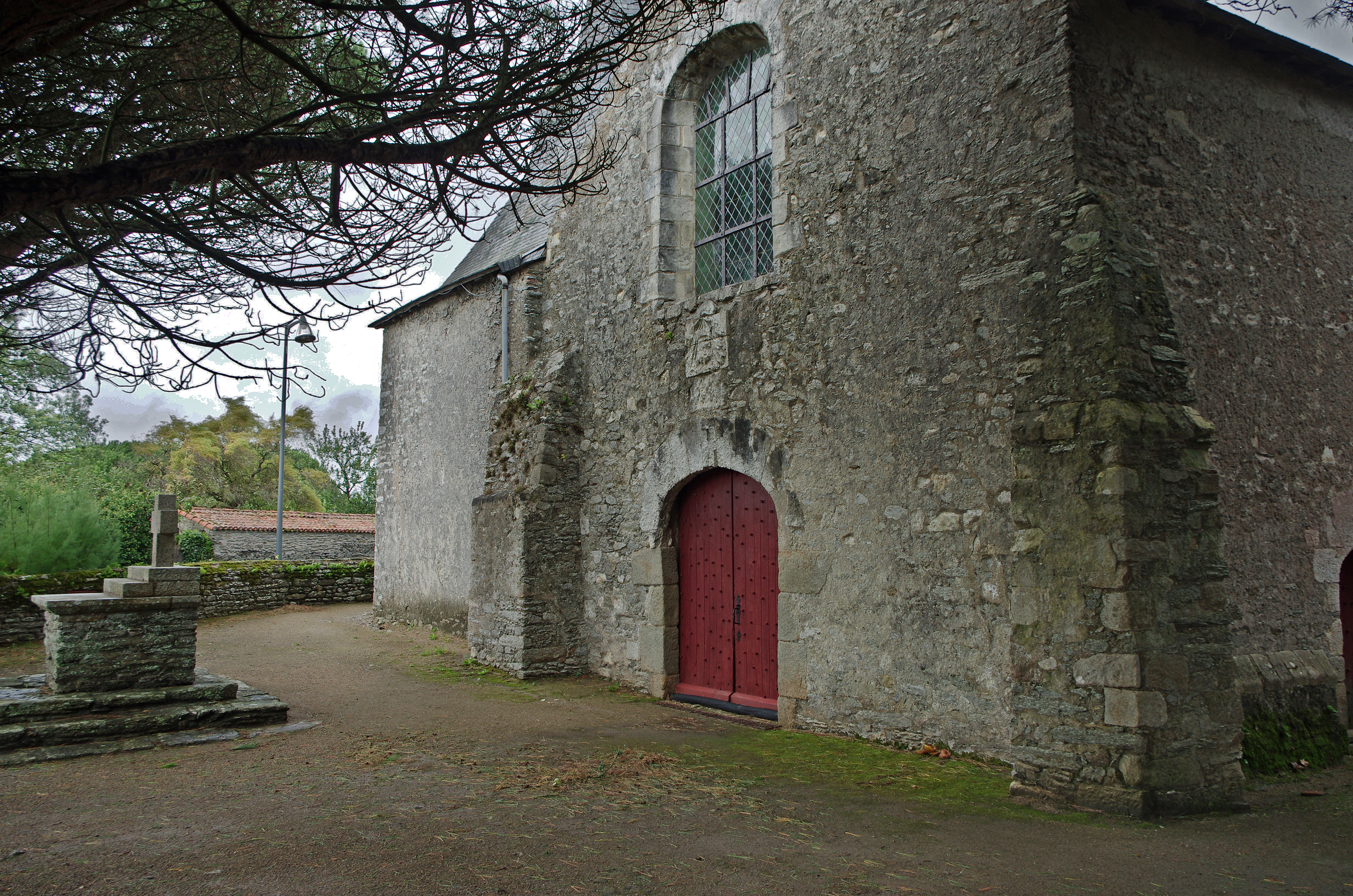
Façade Sud.
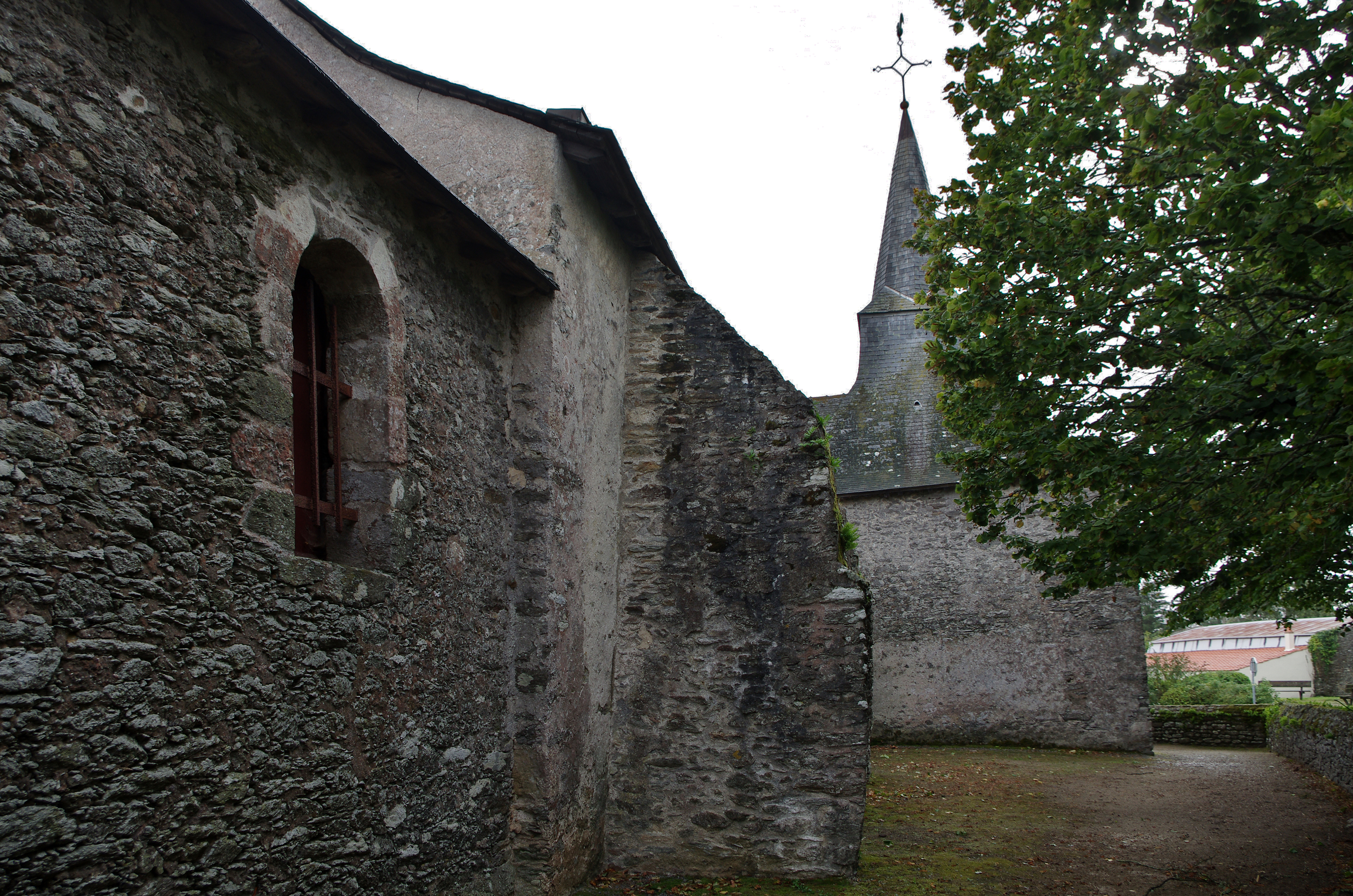
Contreforts côté ouest.
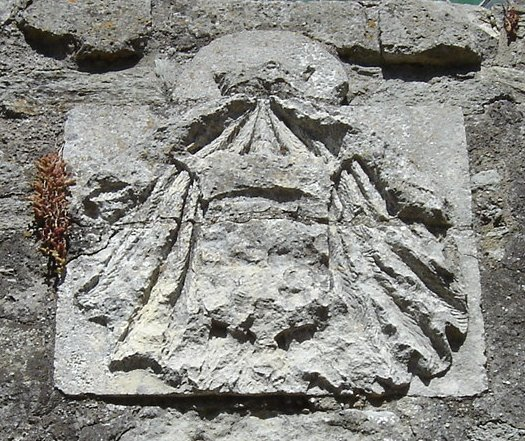
Les armoiries de la chapelle de Prigny.

## Ornements et mobilier

### Les autels
Les trois autels baroques du XVIIe siècle constituent la principale richesse de la modeste chapelle de Prigny. Ils sont classés monuments historiques.

#### Le maître-autel
Le maître-autel est dédié à saint Jean Baptiste. Il date de 1752. La partie centrale contenait un tableau aujourd’hui disparu, remplacé par un groupe sculpté de la crucifixion avec la Vierge et saint Jean au pied. De part et d’autre, deux niches encadrées par des colonnes abritent des statues de saint Jean et de Saint sarcoul. Trois miroirs sont incrustés dans le décor, un au centre et deux de chaque côté, diffractant les sources lumineuses. Au sommet du retable, une autre niche avec une statue de saint Jean Baptiste portant un agneau. Le retable est classé monument historique le 22 octobre 1913.

#### Les autels latéraux
Le retable latéral Nord est dédiée à Notre Dame est ornée d’une vierge à l’enfant de l’école normande datant de l’époque gothique. Les niches latérales abritent des statues un saint Joseph à l’enfant Jésus et un saint Germain. Il est classé Monument historique le 22 octobre 1913.
Le retable latéral sud est orné de statues de saint Augustin, saint Guénolé et saint Antoine de Padoue. Il est classé Monument historique le 28 juin 1962.

### L'ancre viking duIXesiècle
L'ancre qui est exposée à l'entrée de la chapelle a été découverte en 1871. Le haut de la vergue comporte deux tourillons sous l'organeau, permettant de solidariser un jas de bois. Il semblerait qu'elle date de l'investissement du site par les Normands en 852. On peut penser qu'elles ont été fabriquées sur place, compte tenu de leur faible usure et du fait de la présence d'une rue nommée « Les Forges ».

## Galerie de photos

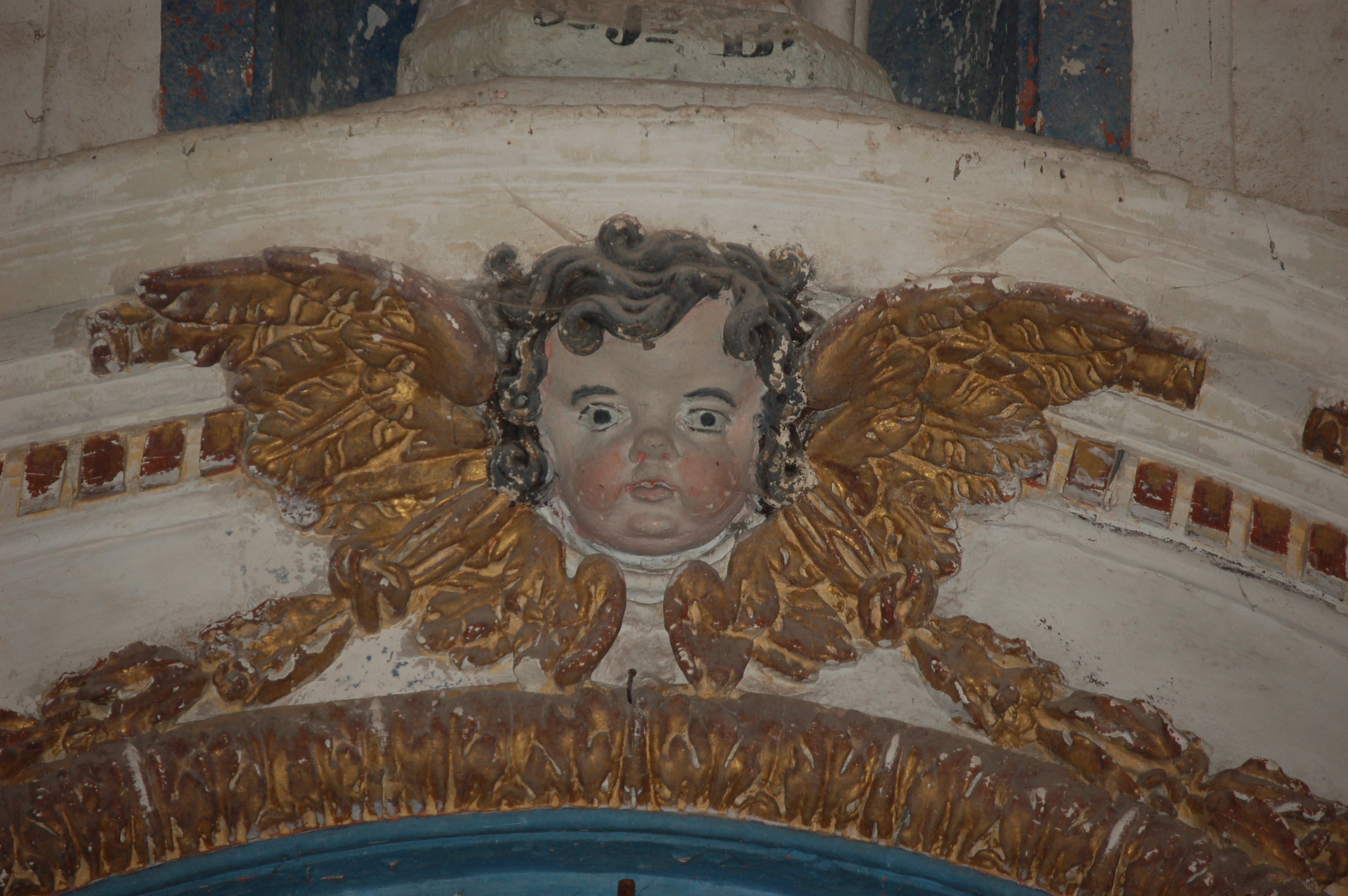
Putto de Prigny.
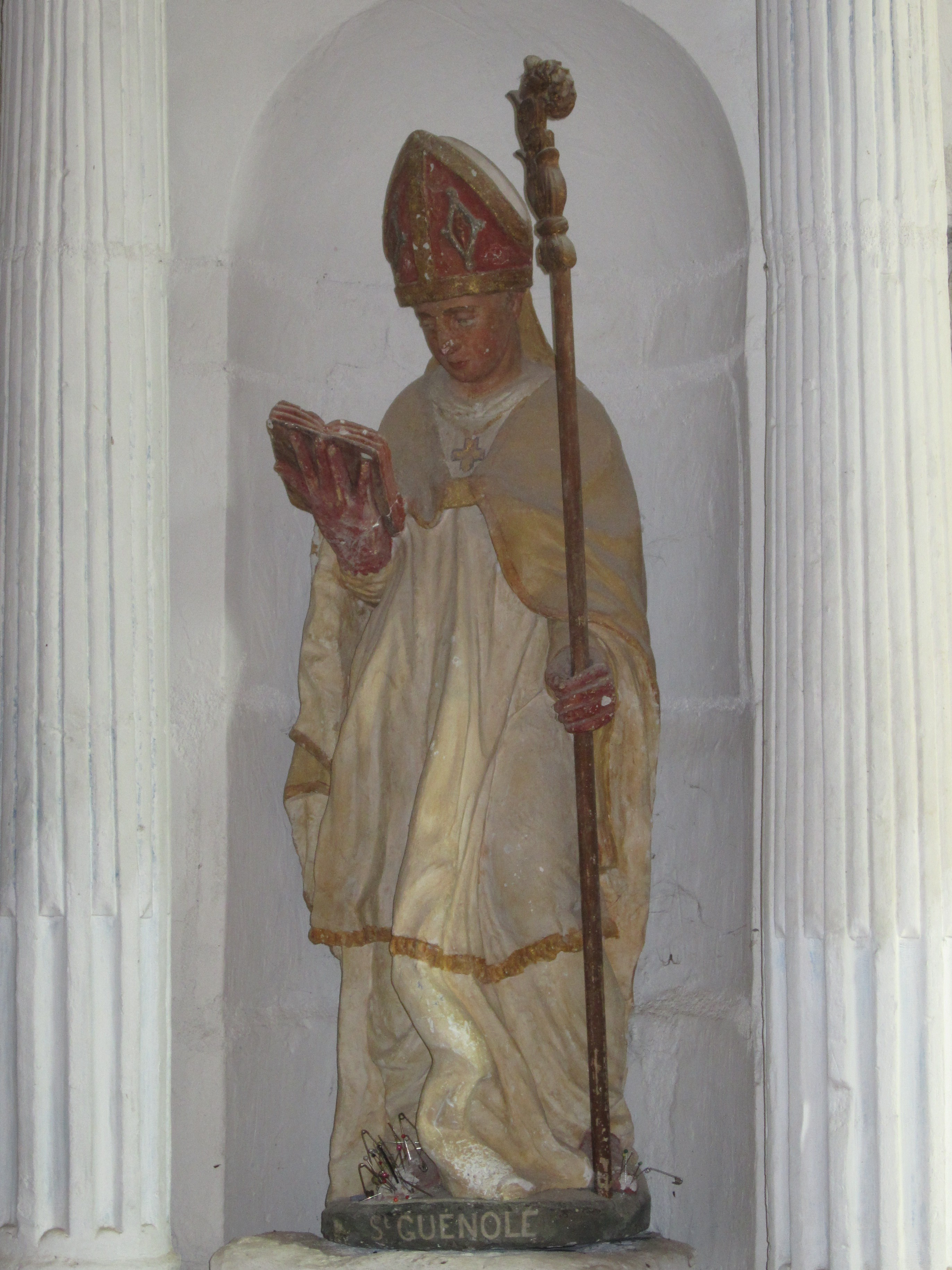
Statue de saint Guénolé.
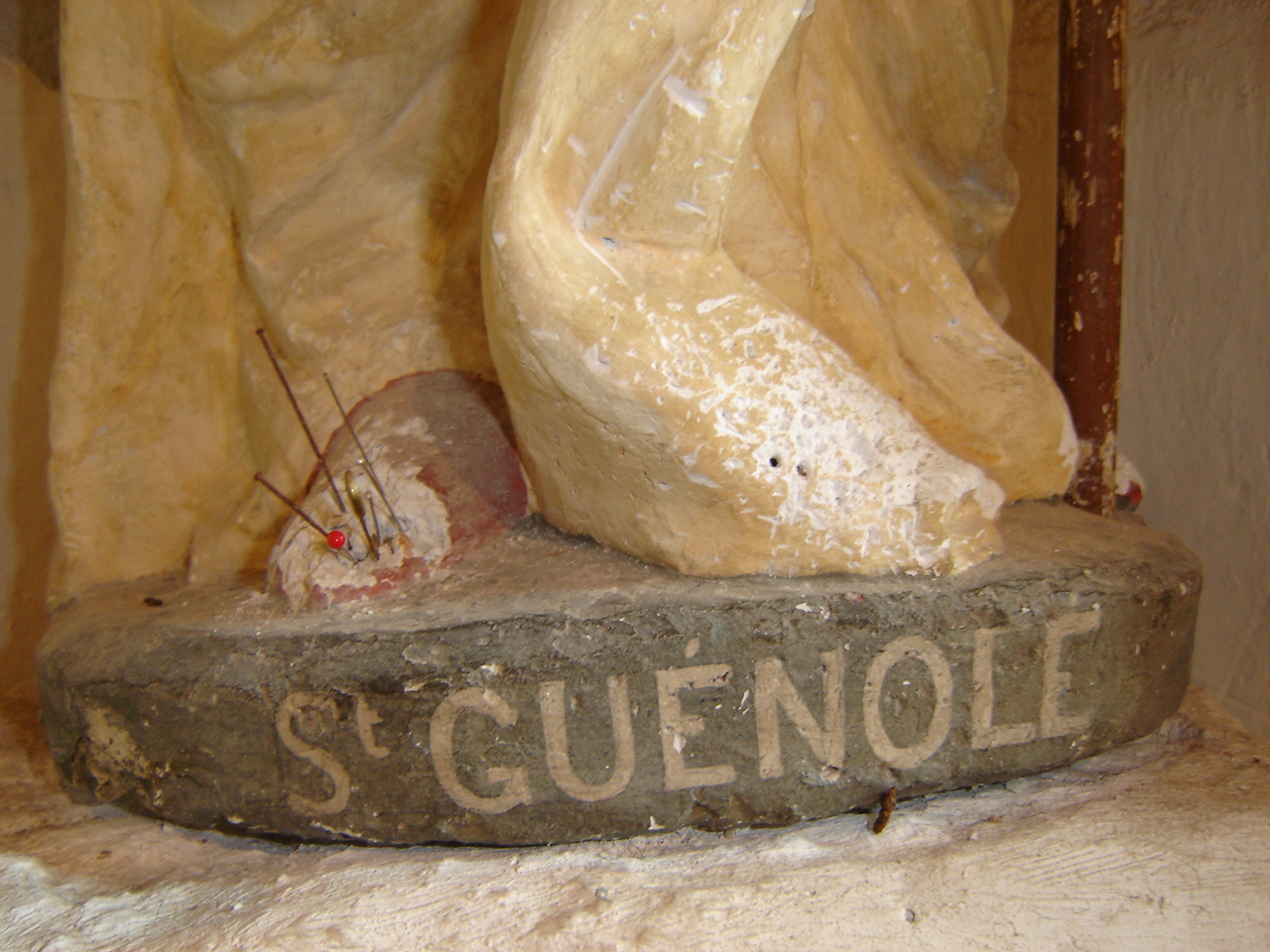
Le pied piqué de la statue de saint Guénolé.
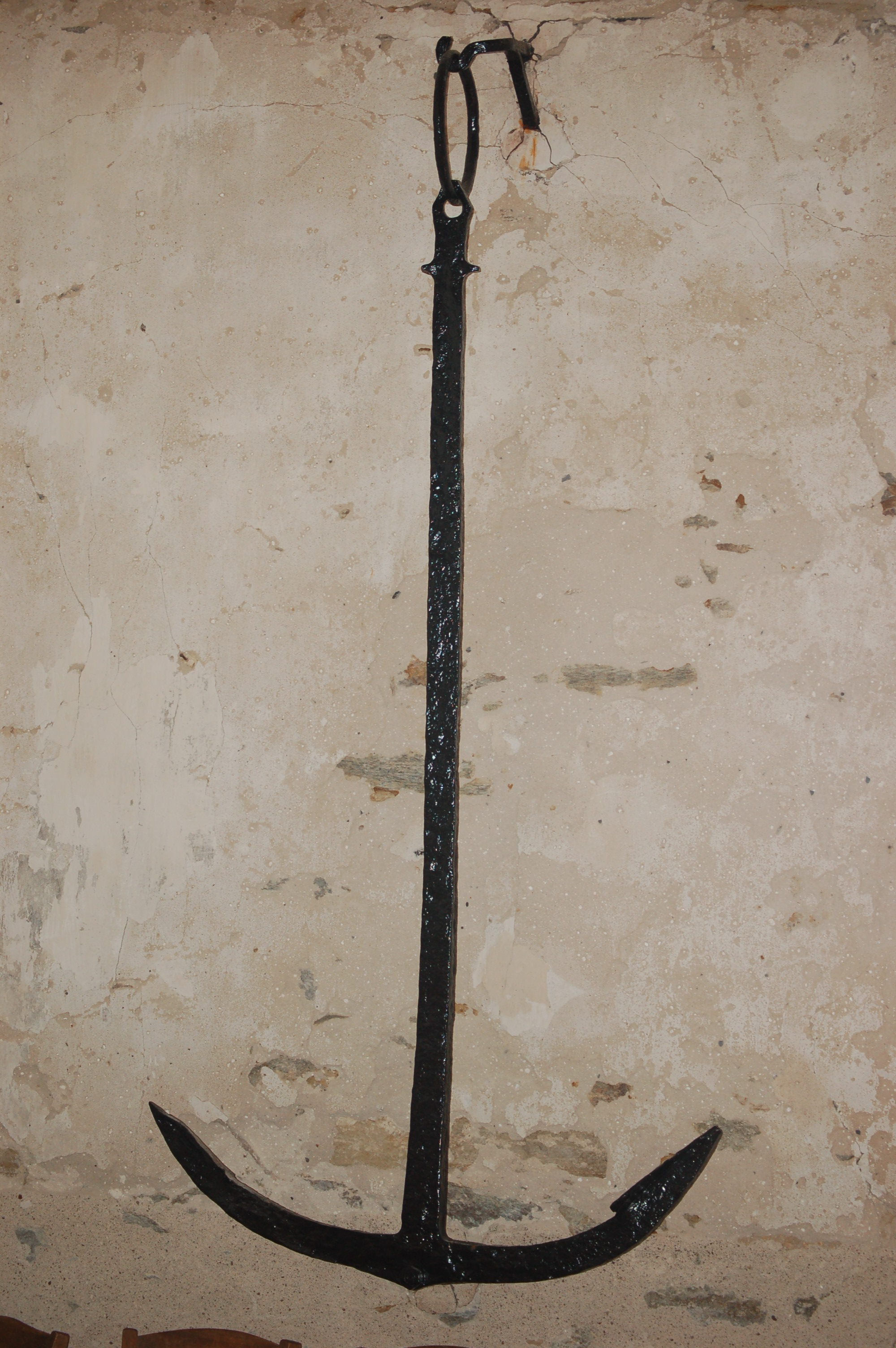
Ancre viking.